# Nesticella lisu
Nesticella lisu (лат.) — вид пауков рода Nesticella из семейства Пауки-нестициды (Nesticidae). Китай.

## Этимология
Вид назван в честь народности лису — этнического меньшинства, проживающего в провинции Юньнань.

## Распространение
Встречается в юго-восточной Азии: Китай, провинция Юньнань (Yongde County, Qingquan Cave; 23,86933°N, 98,20697°E, 1841 м).

## Описание
Мелкие пауки, общая длина около 2 мм. Основная окраска желтоватая. Самцов Nesticella lisu  можно отличить от самцов других видов, относящихся к группе Nesticella brevipes, по квадратному, дорсо-вентрально плоскому дистальному отростку парацимбиума (Dp) с зубчатым краем. Самки распознаются по толстым и сильно свернутым каналам оплодотворения (Fd) и пириформным сперматекам (S). Кроме того, самок можно отличить от самок близкородственного вида N. jingpo по слабо склеротизованной вульве, пириформным сперматекам (S), менее компактным, но более свернутым оплодотворяющим протокам (Fd) и меньшим копулятивным отверстиям (Co). Вид был впервые описан в 2016 году энтомологами из Китая (Yu-Cheng Lin, Shu-Qiang Li, Southeast Asia Biodiversity Research Institute and Institute of Zoology, Китайская академия наук, Пекин) и Италии (Francesco Ballarin, Museo di Storia Naturale of Verona, Верона).